# Bad trip
Pour les articles homonymes, voir Bad trip (homonymie).
 (janvier 2008).
Si vous disposez d'ouvrages ou d'articles de référence ou si vous connaissez des sites web de qualité traitant du thème abordé ici, merci de compléter l'article en donnant les références utiles à sa vérifiabilité et en les liant à la section « Notes et références ».
Le bad trip (« mauvais voyage », « mauvais délire ») est une mauvaise expérience liée à la prise de drogues hallucinogènes. Il correspond à une intoxication aiguë. Il peut survenir dès le début de la « montée » — lorsque les effets de la drogue commencent à se manifester — ou plusieurs heures après avoir pris la drogue ; il peut s'installer et accompagner la totalité de la durée des effets ou évoluer vers un « mauvais voyage »[pas clair].

## Causes
Le bad trip est déclenché par la consommation de la substance, bien qu'il soit nettement influencé par l'état psychologique, le contexte, la quantité ou la qualité du produit. Timothy Leary tend à dire que ces mauvaises expériences ne sont pas aussi fréquentes qu'il y paraît d'après les témoignages, et qu'elles sont principalement générées par un environnement inadéquat où l'expérimentateur ne se sent pas suffisamment en sécurité, ou bien par une crise d'hypoglycémie si l'usager oublie de s'alimenter.

## Symptômes
Il peut se caractériser par une forte montée d'angoisse, par des crises de phobie, une paranoïa, une crise de panique ou une psychose.
 L'état de bad trip est censé avoir une certaine durée, et diffère en cela de périodes plus courtes où l'usager peut ressentir quelques instants une grande gêne, angoisse ou paranoïa, sans pour cela que la totalité de son expérience soit perçue comme désagréable.
Dans la panique éventuellement générée par son état, l'usager peut devenir violent envers lui-même ou envers autrui.
Il peut se manifester par des hallucinations visuelles ou auditives, un défaut de perception de la réalité, un jugement altéré... qui, s'ils sont recherchés par les usagers d'hallucinogènes, peuvent être déstabilisants, angoissants ou trop intenses. 
Au niveau du comportement, le bad trip peut se caractériser par une désorganisation comportementale et une agitation psychomotrice. Au niveau physique par des nausées, vomissements, des tremblements, des sueurs, une augmentation soudaine du rythme cardiaque, une pâleur, la salive extrêmement pâteuse, des palpitations, etc.
Dans la plupart des cas, les symptômes s'estompent avec les effets du produit. Le fait d'être accompagné par une personne prévenante et plus expérimentée, ou ayant des bases de psychologie peut être d'une grande aide pour surmonter un moment difficile.
Dans certains cas rares, l'expérience se révèle suffisamment traumatisante pour engendrer des troubles durables regroupés sous le nom de « syndrome post-hallucinatoire persistant » : angoisses, phobies, état confusionnel, dépression ou bouffées délirantes aiguës.
En général, le traitement médical d'un bad trip consiste en l'administration de sédatif, majoritairement des benzodiazépines ou des neuroleptiques.

## Extension de l'acception du terme
L'usage de la locution bad trip tend à se généraliser dans le langage familier pour désigner un « mauvais délire ». Certaines expressions telles que bad tripper ou bien badder apparaissent pour désigner quelqu'un dans un « mauvais délire » ou pour désigner le fait d'y entrer.

## Note
1. ↑  Marie-José Auderset, Jean-Blaise Held, Jean-François Bloch-Lainé, Héroïne, cocaïne... voyage interdit, Paris, De La Martinière, coll. « Hydrogène », 2004, 109 p. (ISBN 2-7324-2712-8)